# Voestalpine
Die Voestalpine AG (Eigenschreibweise: voestalpine) ist ein weltweit tätiger österreichischer Stahl- und Technologiekonzern mit Sitz in Linz (Oberösterreich). Sie ging 1995 aus dem 1946 gegründeten Stahlkonzern VÖEST hervor, der Teil der verstaatlichten Industrie Österreichs war.
Voestalpine ist in über 50 Ländern vertreten und besteht aus rund 500 Konzerngesellschaften und -standorten. Die Aktie notiert seit 1995 an der Wiener Börse.
2019 kamen 10 % aller österreichischen CO2-Emissionen aus den Werken der Voestalpine, sie ist damit der größte Emittent des Landes. Nach Aussagen der Voestalpine konnte der Konzern das Emissionsniveau seiner Werke in den vergangenen Jahrzehnten signifikant reduzieren, so dass es nun am Minimum dessen läge, was mit den bestehenden Technologien der Stahlerzeugung erreichbar sei.

## Geschichte

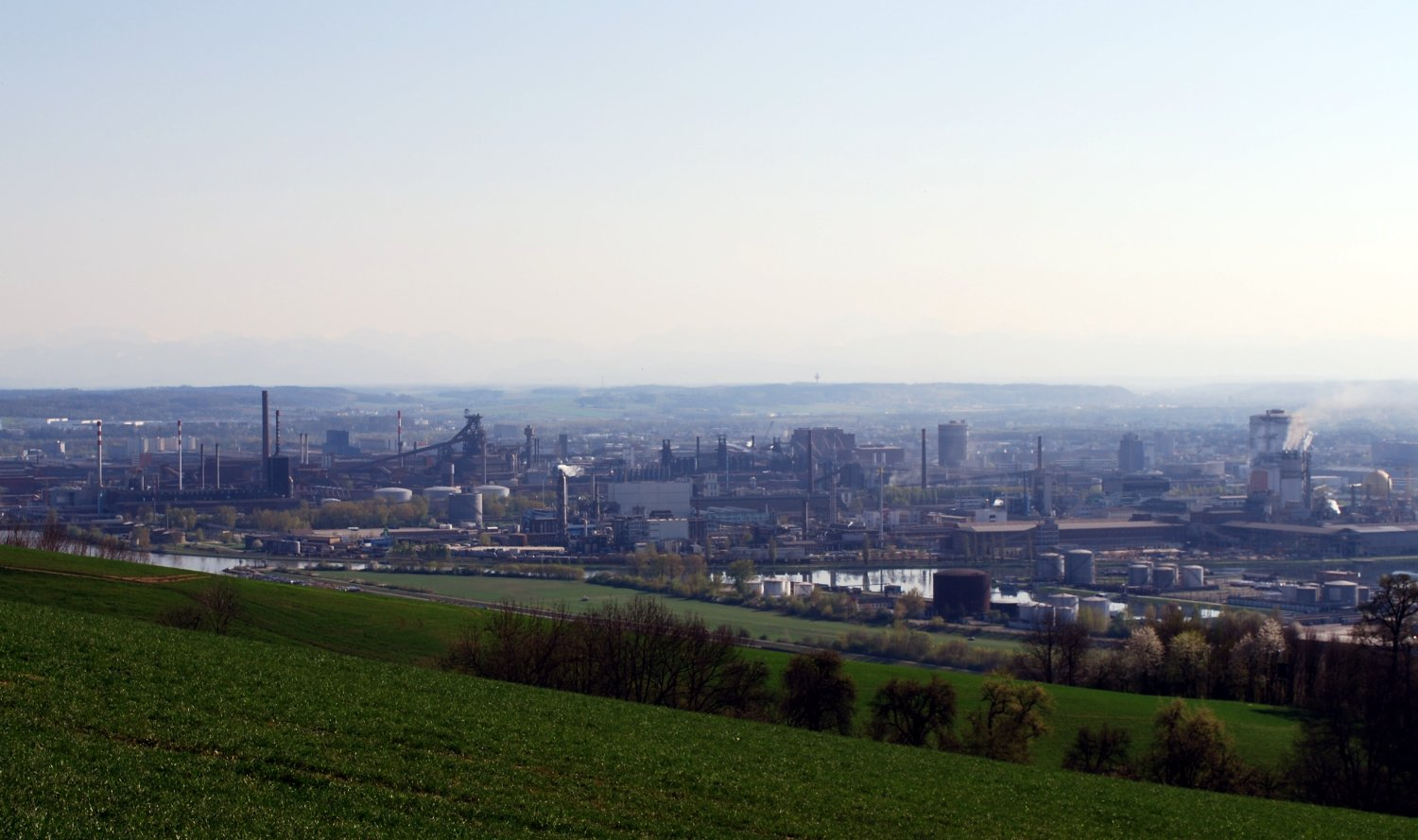
Panorama des Werksgeländes Linz. Rechts, Bildmitte Stahlwerk LD-3 und Hochöfen 4, 5 und 6, weiter links Hochofen A, ganz links Kraftwerk sowie Sinteranlage

Ehemaliges Logo des Unternehmens (2003–2017)

### Gründung als Rüstungsbetrieb
Der Spatenstich für den Bau der Linzer Hermann-Göring-Werke, welche vollständig Reichswerke Aktiengesellschaft für Erzbergbau und Eisenhütten ‚Hermann Göring‘ Linz hießen, und Tochtergesellschaft der Berliner Reichswerke Hermann Göring waren, erfolgte am 13. Mai 1938. Als Standort wurde die nahe der Donau gelegene Dorfsiedlung St. Peter/Zizlau – seit 1915 Stadtteil von Linz – ausgewählt. Grund dafür war, dass der breite Streifen im Osten von Linz aufgrund der permanenten Hochwassergefahr bis auf St. Peter nahezu unbebaut war. Man entschied sich daher, dafür die Siedlung abzutragen und die Einwohner in andere Stadtteile umzusiedeln. Das Gebiet wurde großflächig mit Schotter aufgeschüttet, um künftigen Hochwassern vorzubeugen. Bei der Schottergewinnung in der Umgebung von Linz entstanden die beiden Weikerlseen sowie Teile des Pichlinger Sees.
Als Standort wurde ursprünglich auch das Gebiet um Pichling und Asten in Erwägung gezogen, doch wären zu viel landwirtschaftliche Nutzfläche verloren gegangen. Das Areal im Osten von Linz, auf welchem gebaut wurde, besaß ein Ausmaß von 4 × 1,5 km (nach Änderungen 1 km² kleiner). Auf demselben Areal wurde von der nationalsozialistischen Herrschaft auch die Stickstoffwerke Ostmark AG gegründet – die spätere Chemie Linz.
Die Hermann-Göring-Werke Linz und ihre inzwischen gegründeten Tochtergesellschaften, die Eisenwerke Oberdonau GmbH (Rüstungsbetrieb) und die Stahlbau GmbH (Engineering- und Montagebetrieb zum Bau der Linzer Werke), wurden 1939 mit der Österreichisch-Alpine Montangesellschaft zur Alpine Montan Aktiengesellschaft „Hermann Göring“ Linz fusioniert.
Ohne ausländische Arbeitskräfte – ab 1938 zivile Ausländer, ab 1940/41 Zwangsarbeiter und Kriegsgefangene sowie ab Ende 1942 KZ-Häftlinge – hätten die Werke nicht gebaut und die Rüstungsgüter nicht produziert werden können.
1941, nachdem der erste Hochofen angeblasen werden konnte, begannen die Eisenwerke Oberdonau mit der Produktion von Panzerteilen, welche im nahe gelegenen Nibelungenwerk St. Valentin montiert wurden. Bis 1944 konnten drei weitere Hochöfen fertiggestellt werden, und so wurden bis zur weitgehenden Kriegsbeschädigung der Werksgebäude durch US-amerikanische Bombenangriffe im Juli 1944 rund 1,5 Millionen Tonnen Roheisen für die Erzeugung von Panzerblechen produziert. Im selben Jahr erreichte der Beschäftigtenstand der Linzer Werke seinen Höhepunkt. Der Ausländeranteil (NS-Zwangsarbeit) ohne Kriegsgefangene und KZ-Häftlinge betrug durchschnittlich zwei Drittel, in einzelnen Betriebsteilen bis zu 90 Prozent. Die über 7000 KZ-Häftlinge aus dem KZ Mauthausen, die zwischen 1942 und 1945 in zwei Lagern auf dem Werksgelände untergebracht waren, wurden in der Deutschen Erd- und Steinwerke GmbH, Hochofenschlackenwerk, Linz/Donau, beim Ausbau der Hütte Linz und der Panzerproduktion der Eisenwerke Oberdonau und schließlich mehr oder weniger in allen Produktionsbereichen der Reichswerke eingesetzt.
Bis zuletzt arbeiteten rund 20.000 Menschen (ohne KZ-Häftlinge) in allen Betrieben der Linzer Werke, die neben den anderen neuen Industrieunternehmen zum wirtschaftlichen Motor der Stadt geworden waren. Die Bevölkerungszahl der Stadt stieg von 112.000 im Jahre 1938 auf 194.000 im Jahr 1945 an. Zudem befanden sich 40.000 Kriegsgefangene, Zwangsarbeiter, Umsiedler, Flüchtlinge (teils aus Siedlungen nördlich der Donau, aus Furcht vor der Besatzung durch sowjetische Truppen) und Bombengeschädigte in der Stadt.
Am 31. Oktober 2014 wurde in der Konzernzentrale die Zeitgeschichteausstellung 1938–1945 eröffnet, die den Opfern der Zwangsarbeit in der Zeit des Nationalsozialismus am Standort Linz der Reichswerke Hermann Göring gewidmet ist und seit 2016 den Namen Zeitgeschichte Museum trägt.

### Kriegsende und Wiederaufbau

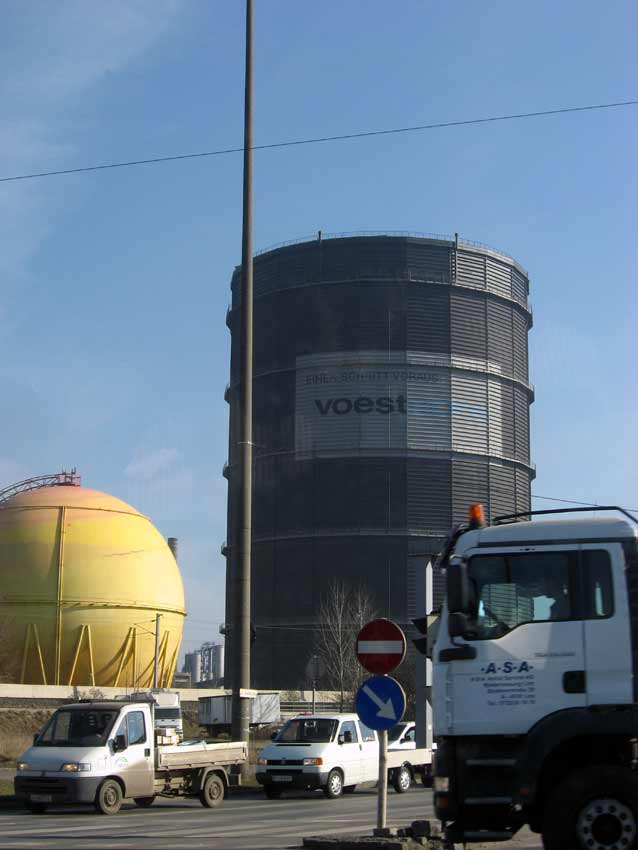
Mittlerweile abgerissener kugelförmiger Druckgasspeicher und der weithin sichtbare Gasometer-Zylinder

Nach Kriegsende wurden die ehemaligen Hermann Göring-Werke als deutsches Eigentum von den Alliierten (USA) beschlagnahmt und in Vereinigte österreichische Eisen- und Stahlwerke (VÖEST) umbenannt und von der Alpine Montan AG getrennt. Am 16. Juli 1946 wurde die neu gegründete VÖEST von den Amerikanern zur treuhändigen Verwaltung an die Republik Österreich übergeben. Aufgrund des Verstaatlichtengesetzes vom 26. Juli 1946 ging die VÖEST in das Eigentum des österreichischen Staates über.

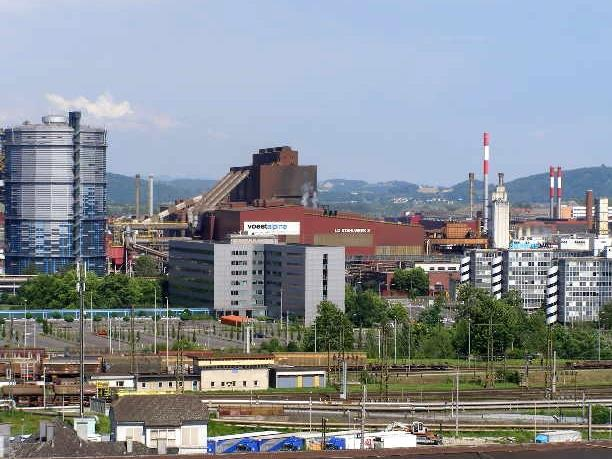
Werksgelände vom Krempl-Hochhaus gesehen

Die verbliebenen 4400 Arbeiter der VÖEST begannen mit dem Wiederaufbau. Als erstes wurde das Kraftwerk, welches noch den Großteil der Energieversorgung sicherstellt, wiederaufgebaut. Betrieben wird es mit Kokerei- und Gichtgas sowie auch Erdgas. Danach wurden die Kokerei, der Hochofen und das Stahlwerk wieder in Betrieb genommen. 1947 konnte der erste Hochofen wieder angeblasen werden, er wurde Symbol des Wiederaufbaus. 1951 waren drei, ab 1956 vier Hochöfen in Betrieb. Ab 1947 konnte wieder Stahl produziert werden, und im gleichen Jahr ergänzte ein weiterer Siemens-Martin-Ofen die Stahlproduktionskapazität.

### Aufschwung
Die VOEST bildete das Fundament der Verstaatlichten Industrie, die spätere Österreichische Industrieholding AG (ÖIAG). Ab 1947 erlebte die VOEST einen beständigen Aufschwung und wurde spätestens mit der Entwicklung des LD-Verfahrens zur Stahlerzeugung im Jahre 1952 zum Paradebetrieb der Verstaatlichten Industrie. Im selben Jahr wird auch die GIWOG – Gemeinnützige Industrie-Wohnungsges. m.b.H. Linz – gegründet, um eigenständig VOEST-Mitarbeitern Wohnraum zur Verfügung stellen zu können. So wurden von dieser Gesellschaft Wohnsiedlungen wie bereits 1952 die Muldenstraßensiedlung mit 178 Wohneinheiten errichtet.
Nachdem LD-Stahl auch für den Schiffbau zugelassen wurde, erwog die VOEST eine eigene Reederei zu gründen. Grund dafür war, dass die Frachtkosten für Kohle und Erztransporte zwischen 1950 und 1970 massiven Preisschwankungen unterlagen. Pro Tonne musste das Unternehmen von 22 bis zu 120 englischen Shilling bezahlen. Die Ister Reederei wurde gegründet, und im Januar 1958 lief bei der Flensburger Schiffbau-Gesellschaft das erste Schiff vom Stapel – die zu 100 % aus LD-Stahl gebaute Linzertor. 
Aber auch die VOEST selbst ließ Schiffe bauen. In der von 1974 bis 1991 zum Konzern gehörenden Schiffswerft Korneuburg, welche unter NS-Besatzung den Hermann-Göring-Werken einverleibt und ausgebaut wurden waren, wurden über 100 Passagierschiffe für die Sowjetunion gebaut.
1973 wurde die damals wirtschaftlich in Bedrängnis geratene steirische Alpine Montan AG (vollständige Bezeichnung Oesterreichisch-Alpine Montangesellschaft, Hauptproduktionsstätte in Leoben-Donawitz) auf politischen Druck hin wieder in die VOEST eingegliedert, zu der sie bereits vor 1946 gehört hatte. Auch die anderen damaligen österreichischen Stahlerzeuger Böhler und Schoeller-Bleckmann wurden auf politischen Wunsch hin in den neuen Konzern miteingebracht. Das neu entstandene Unternehmen erhielt den Namen VOEST-Alpine AG.
Anfang der 1980er war die VOEST-Tochter Noricum (heute MFL) in den Noricum-Skandal um illegale österreichische Waffenexporte verstrickt. Österreich hatte seinerzeit eine Rüstungsindustrie von bestem Ruf, zu der auch Sparten der VOEST gehörten.

### Krise der Verstaatlichten

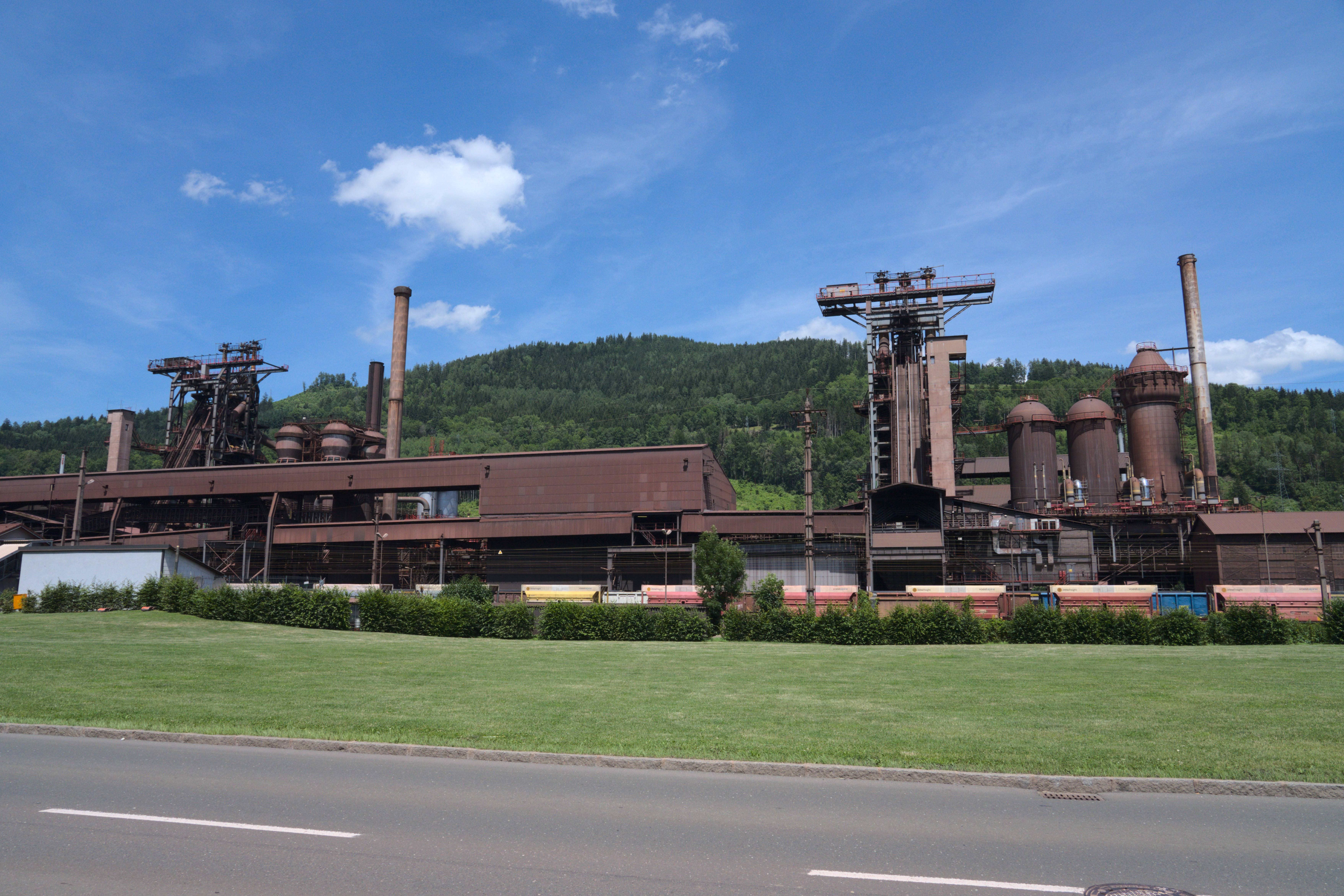
Hochöfen 1 (links) und 4 (rechts) der Voestalpine in Leoben-Donawitz

In den darauffolgenden Jahren wurde der starke politische Einfluss auf das verstaatlichte Unternehmen verstärkt zur Arbeitsplatzsicherung eingesetzt. Diese fand ein Ende im Jahre 1985, als das zum Mischkonzern angewachsene bereits seit 1981 hochdefizitäre Unternehmen einen durch gescheiterte Ölderivatgeschäfte noch verstärkten Rekordverlust von 25 Milliarden Schilling einfuhr (Intertrading-Skandal). Die VOEST-ALPINE war de facto bankrott, der gesamte Vorstand musste zurücktreten. In der Folge wurde das Unternehmen massiv re- und umstrukturiert und der damals rund 70.000 Mitarbeiter umfassende Personalstand stark abgebaut. Der damalige Finanzminister Ferdinand Lacina beendete zudem mit einer neuen gesetzlichen Grundlage das bis dahin übliche Parteienproporz-System, das die Bestellung der Unternehmensführung von politischer Zugehörigkeit anstatt von wirtschaftlicher Qualifikation abhängig gemacht hatte.
Das Sanierungskonzept wurde am 1. September 1986 veröffentlicht und sah den Abbau von 9400 Mitarbeitern und einen zusätzlichen Kapitalbedarf von 21,5 Milliarden Schilling bis 1990 vor. Um das entlassene Personal bei der Wiedereingliederung ins Erwerbsleben zu unterstützen, wurde 1987 die Stahlstiftung gegründet. Die grundlegende Restrukturierung und strategische Neuausrichtung des ÖIAG-Konzerns führte 1988 und 1989 zur Bildung von sieben bzw. sechs Branchenholdings und damit zur völligen Restrukturierung des Stahl-Bereiches der verstaatlichten Industrie in Österreich. Durch Ausgliederung aus der bisherigen VOEST-ALPINE AG entstanden vier dieser sechs Branchenholdings oder bestanden zumindest in großem Ausmaß aus Betrieben und Gesellschaften, die in der Vergangenheit der VOEST-ALPINE Gruppe angehörten. Zwei dieser Branchenholdings waren die VOEST-ALPINE STAHL AG und die Maschinen- und Anlagenbau Holding AG. Letztere wurde die VOEST-ALPINE Industriebau GmbH und die VOEST-ALPINE Maschinenbau Gesellschaft m.b.H. (ab 1989 Machinery, Construction & Engineering Ges.m.b.H.) zugeordnet. 1989 umfasste die VOEST-ALPINE STAHL AG alle Stahl erzeugenden Betriebe und die Unternehmen der stahlnahen Verarbeitung.
Im selben Jahr wurden die sechs Branchenholdings der ÖIAG in die Industrie- und Beteiligungsverwaltungs-GesmbH (IBVG), einer hundertprozentigen Tochter der ÖIAG, eingebracht, die 1990 in die Austrian Industries AG umgewandelt wurde und den ersten Schritt in Richtung Börse durch eine Going-Public-Anleihe unternahm. Mit dem Privatisierungsgesetz von 1993 wurde das Firmenkonglomerat im Wesentlichen in drei Konzerne zerlegt, die bis 1995 teilprivatisiert wurden:
- VOEST-Alpine Industrieanlagenbau – damals Teil der neu gegründeten VA Technologie AG und seit 2005 der Metallurgiezweig von Siemens Industrial Solutions and Services
- Böhler-Uddeholm AG – die schwedische Uddeholm wurde kurz zuvor gekauft und mit Böhler vereinigt, Börsengang 1995
- VOEST-ALPINE STAHL AG – die heutige voestalpine, Börsengang 1995

### Privatisierung
Mit der Erstnotierung an der Wiener Börse im Jahr 1995 wurde die Privatisierung des bis dahin noch zu 100 Prozent im Staatseigentum (in der ÖIAG) befindlichen voestalpine eingeleitet. Das Unternehmen wurde 2001 in vier Divisionen gegliedert: Stahl, Bahnsysteme, motion (ab Ende 2005 Automotive) und Profilform. 2003 wurde die vollständige Privatisierung beschlossen – die letzten Staatsanteile wurden zum Verkauf angeboten. Im selben Jahr wurde die traditionelle Unternehmensbezeichnung wieder übernommen, dies jedoch mit der neuen Schreibweise voestalpine AG.
Am 29. März 2007 gab das Unternehmen bekannt, den Stahlerzeuger Böhler-Uddeholm übernehmen zu wollen, nachdem dessen Kernaktionär seine Anteile zum Verkauf anbot. Nach Ende der Angebotsfrist Anfang Juni 2007 verfügte der Konzern mit über 50 % der Anteile nun über die Mehrheit, wenn auch mit weniger Anteilen als ursprünglich erwartet worden waren. Der Anteil wurde mit Stand vom 6. September 2007, auf 79,2 % am Grundkapital erhöht. Die Integration als fünfte Division Edelstahl fand statt. Mit dem Erwerb der restlichen Anteile der Böhler-Uddeholm AG im Jahre 2008 ging diese vollständig in das Eigentum der Voestalpine über. Im September 2009 nahm die Voestalpine AG eine Neuordnung der Böhler-Uddeholm AG vor. Die Division Welding Consumables wurde der Division Bahnsysteme der Voestalpine AG zugeordnet. Die Division Precision Strip wurde Teil der Voestalpine-Division Profilform. Die Böhler-Uddeholm-Divisionen High Performance Metals und Special Forgings wurden zur Voestalpine-Division Edelstahl zusammengeführt und verblieben bei der Böhler-Uddeholm AG.
Nach dem Zusammenschluss mit Böhler-Uddeholm beschäftigte der Voestalpine-Konzern weltweit 41.490 Mitarbeiter (Stichtag 31. Dezember 2007).

### Globale Wirtschaftskrise
Nach dem Kollaps der US-amerikanischen Investmentbank Lehman Brothers im September 2008 sanken die Auftragseingänge der Voestalpine und die Situation verschlimmerte sich laufend. Der Konzern reagierte rasch mit einem breitflächigen Krisenmanagement sowie mit konzernweiten Kostenoptimierungs- und Effizienzsteigerungsprogrammen. Das Geschäftsjahr 2009/2010 wurde das schwierigste seit Jahrzehnten.

### Aktuelle Entwicklungen

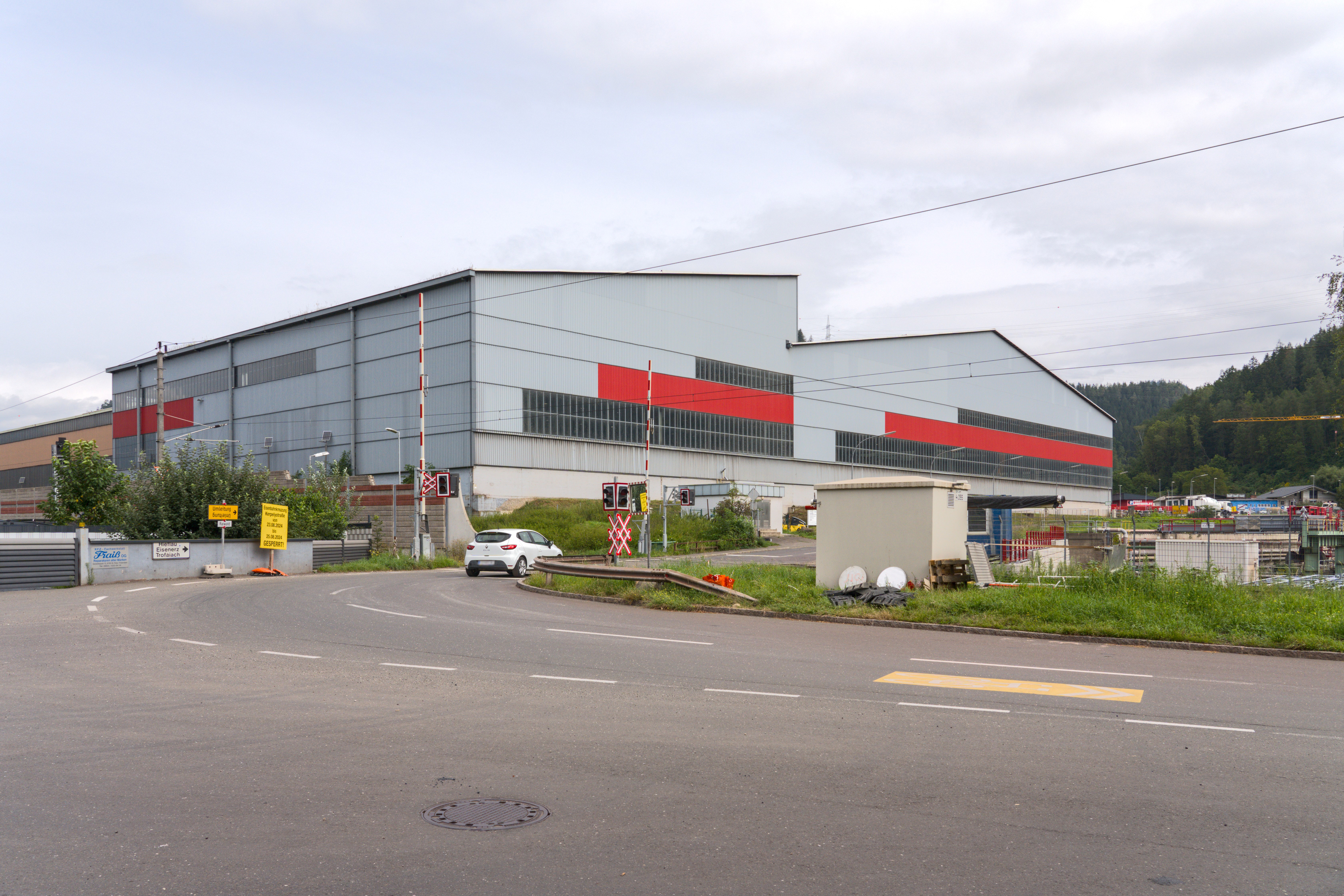
Drahtwalzwerk in Sankt Peter-Freienstein

Durch eine Strafanzeige deckte Voestalpine im März 2011 das Kartell Schienenfreunde auf, an dem das Unternehmen über Jahrzehnte beteiligt war.
In einem Ranking des Forbes Magazine der weltweit größten Aktiengesellschaften aus dem Jahre 2013 liegt die Voestalpine auf Platz 920.
Im April 2014 eröffnete Voestalpine ein 50 Mio. Euro teures Werk für Autokomponenten in Cartersville im US-Bundesstaat Georgia. Im Mai 2014 nahm der Konzern mit Voestalpine Profilform (China) für mehr als 20 Mio. Euro seinen 22. Produktionsstandort in China in Betrieb.
Im September 2016 wurde in Düsseldorf ein Forschungs- und Entwicklungszentrum eröffnet, das sich speziell mit der Weiterentwicklung von 3D-Druck mit Metall beschäftigt. Im Oktober 2016 eröffnete Voestalpine nach endgültigen Projektkosten von 1,012 Mrd. Dollar (930 Mio. Euro) eine Direktreduktionsanlage mit eigenem Tiefseehafen im texanischen Corpus Christi. 2022 wurde der Verkauf von 80 Prozent des Werks an ArcelorMittal bekannt. Voestalpine bezieht weiterhin direktreduziertes Eisen aus diesem Werk.
Im 1. Quartal 2017/18 kam Voestalpine mit einem Ergebnissprung in Bezug auf Umsatz, operatives Ergebnis (EBITDA) und
Betriebsergebnis (EBIT) zurück auf das „Vor-Lehman-Niveau“ sowie eine Beschäftigtenzahl von erstmals mehr als 50.000 Mitarbeitern weltweit.
Im September 2017 wurde ein um 100 Millionen Euro errichtetes Drahtwalzwerk an der Gemeindegrenze zwischen Sankt Peter-Freienstein und Leoben-Donawitz, jedoch im Gemeindegebiet von St. Peter, eröffnet. Außerdem wurde bekannt, dass in Kapfenberg ein neues Edelstahlwerk errichtet werden soll, bis 2021 sollten dafür ursprünglich 350 Millionen Euro investiert werden. Es soll zur Zeit der Eröffnung das modernste Stahlwerk der Welt sein. Das Werk wurde im Oktober 2023 eröffnet, war über 30 Prozent teurer als geplant und kostete letztendlich 467 Millionen Euro.
Im Juni 2018 kündigte Wolfgang Eder an, mit 3. Juli 2019 aus dem Vorstand der Voestalpine auszuscheiden. Herbert Eibensteiner wurde vom Aufsichtsrat zu seinem Nachfolger als Vorstandsvorsitzender bestellt. Mit 1. April 2022 ersetzte Wolfgang Eder Joachim Lemppenau als Aufsichtsratsvorsitzender der Voestalpine.
Bis 2050 soll die Stahlproduktion der Voestalpine CO2-neutral werden. Dazu setzt der Konzern auf Elektrolichtbogenöfen und Wasserstoff-Direktreduktion, während die fünf bislang zur Roheisenproduktion genutzten Hochöfen bis 2050 schrittweise stillgelegt werden. Im September 2023 fand am Standort Leoben-Donawitz der Spatenstich für einen Lichtbogenofen statt, der bis 2027 in Betrieb gehen soll. 2028 soll mit dem Hochofen 4 der erste der beiden Donawitzer Hochöfen stillgelegt werden.
Bei der Hauptversammlung im Juli 2024 informierte Eibensteiner erstmals detailliert über eine Bilanzfälschung bei der Voestalpine in Höhe von 100 Millionen Euro. Ein mittlerer einstelliger Millionenbetrag an Steuern sei seit 2012 insgesamt zu viel bezahlt worden; der tatsächlich entstandene Schaden liege unter zehn Millionen Euro.
Im Oktober 2024 verkaufte die Voestalpine die Buderus Edelstahl an die Beteiligungsgesellschaft Mutares.

### Vorstandsvorsitzende
- Hans Malzacher[35]
- Karl Krebs
- Friedrich Kuretschka
- Walter Falkenbach
- 1947–1952: Heinrich Richter-Brohm
- 1952–1961: Walter Hitzinger
- 1961–1977: Herbert Koller
- 1977–1985: Heribert Apfalter
- 1985–1986: Richard Kirchweger
- 1986–1988: Herbert Lewinsky
- 1988–1992: Ludwig von Bogdandy
- 1992–2001: Peter Strahammer
- 2001–2004: Franz Struzl
- 2004–2019: Wolfgang Eder
- ab 2019: Herbert Eibensteiner[35]

### Kooperationen und Mitgliedschaften
Als global tätiger Konzern beteiligt sich Voestalpine an diversen Gremien und Verbänden. Voestalpine ist Mitglied des internationalen Verbandes Worldsteel und in deren Vorstand vertreten. In Österreich ist Voestalpine ebenfalls Mitglied verschiedener Vereine und Verbände, unter anderem der Österreichischen Vereinigung für Instandhaltung und Anlagenwirtschaft und der Plattform Industrie 4.0.

## Aktionärsstruktur
Grundkapital: ca. 320 Mio. Euro (Stand 2018)
169.049.163 Aktien (Stand 2018)
Beteiligungen (Stand 2018):
- voestalpine Mitarbeiterbeteiligung Privatstiftung (14,2 %)
- Raiffeisenlandesbank Oberösterreich (13,3 %; via RLB OÖ Invest)
- Oberbank (7,6 %)

Die restlichen Aktien sind im Streubesitz unter jeweils 5 %.

## Struktur des Unternehmens
Die voestalpine-Gruppe besteht aus der Konzernholding und gemäß den Kerngeschäftsbereichen aus vier Divisionen welche insgesamt ca. 500 unabhängige Einzelunternehmen bzw. Standorte bündeln.

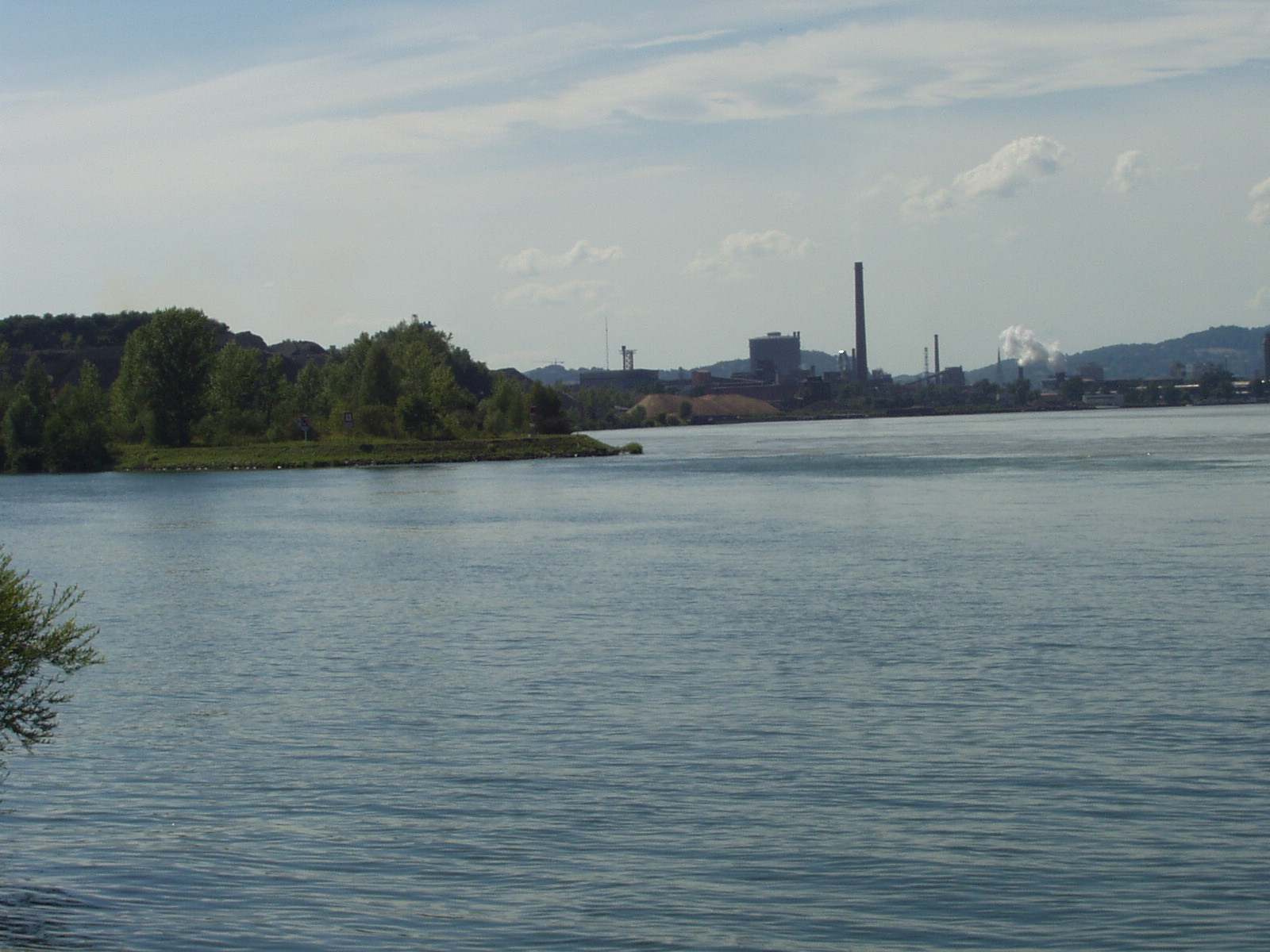
Blick auf das Voest-Gelände in Linz über Traun und Donau im Juli 2007

- Steel Division
- High Performance Metals Division
- Metal Engineering Division
- Metal Forming Division

### Steel Division
Die Steel Division bildet das Kerngeschäft des voestalpine-Konzerns und ist gleichzeitig die größte Einheit des Konzerns. 2020/21 erwirtschaftete sie jedoch nur noch 36 % des Konzernumsatzes.
Schwerpunkt der Steel Division ist die Erzeugung und Verarbeitung von Flachstahlprodukten für die Automobil-, Hausgeräte- und Bauindustrie. Es werden warm- und kaltgewalzte, sowie elektrolytisch verzinkte, feuerverzinkte und organisch beschichtete Bleche produziert. Hinzu kommen Elektroband-, Grobblech- und Gießereiaktivitäten. Nachgelagerte Bereiche sind das Stahl-Service-Center, Anarbeitung, Logistik und Mechatronik. Größtes operatives Unternehmen und gleichzeitig Leitgesellschaft der Steel Division ist die voestalpine Stahl GmbH mit Sitz in Linz.

### High Performance Metals Division

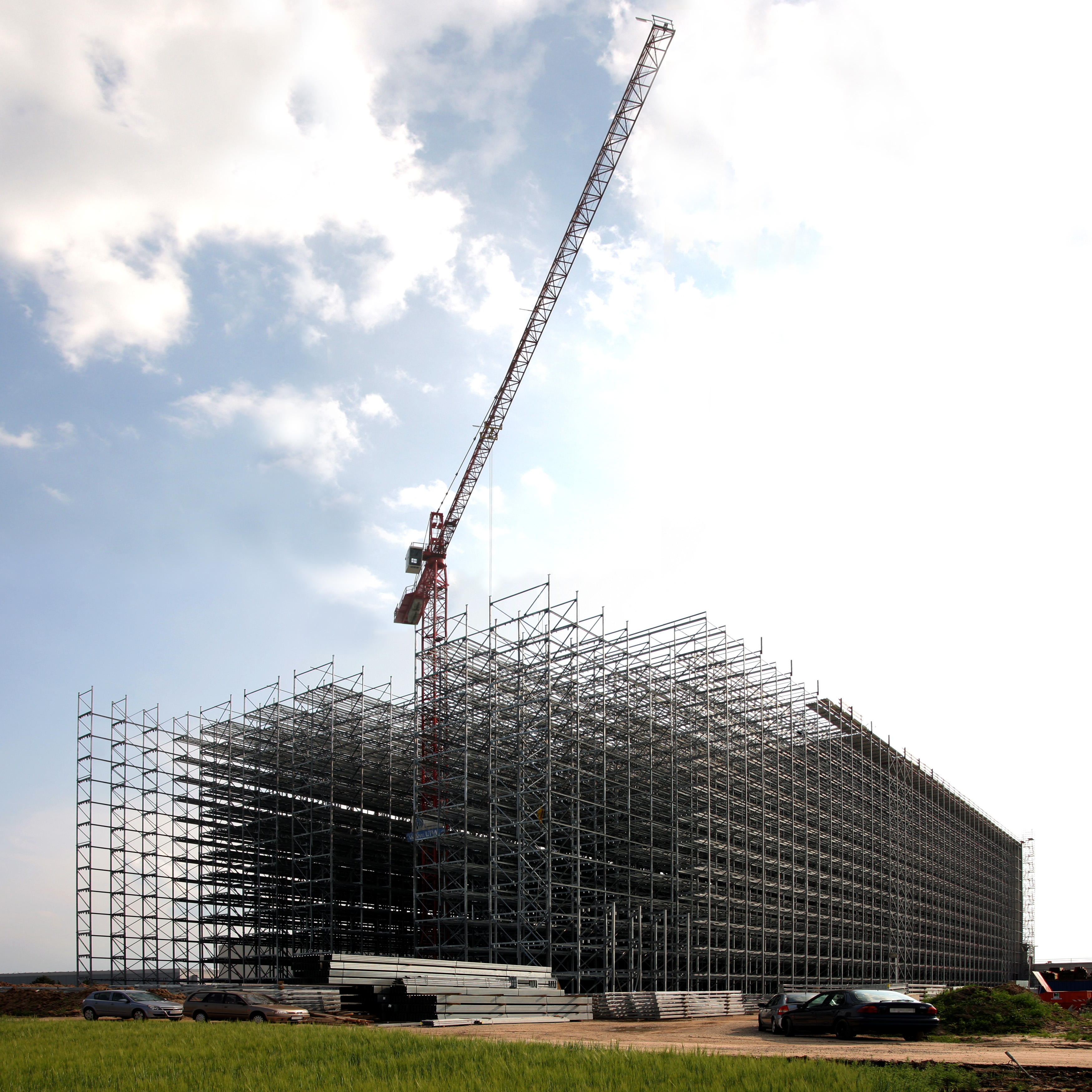
Bau eines Hochregallagers für 55.000 Euro-Paletten durch Voestalpine

Die High Performance Metals Division (früher Special Steel Division) besteht aus weltweit führenden Edelstahl- und Werkstoff-Unternehmen. Produktionsgesellschaften befinden sich in Österreich, Deutschland, Schweden, Brasilien und den USA. Die Division entstand durch die Akquisition von Böhler-Uddeholm. Zu den Produkten zählen unter anderem Werkzeugstahl und Sonderlegierungen für Öl- und Dampfturbinen. Hauptkunden sind der Werkzeugbau der Automobilindustrie sowie die Konsumgüterindustrie.

### Metal Engineering Division
Die Metal Engineering Division ist eine Bündelung der Bahninfrastrukturaktivitäten der voestalpine. Teil der Division sind die Geschäftsbereiche Schienentechnik, Weichensysteme, Bahnlogistik und Bahnservices (unter Gruppierung der Tochtergesellschaft voestalpine Railway Systems GmbH), sowie Draht, Nahtlosrohre und Schweißtechnik. Die Produkte der Metal Engineering Division sind hochwertige Schienen- und Weichenprodukte, Walzdraht, gezogener Draht und Spannstahl, Nahtlosrohre sowie Schweißzusatzstoffe und Halbfertigerzeugnisse. Ebenso bietet die Metal Engineering Division den kompletten Service für den Bahn-Fahrwegbau.
Die Metal Engineering stellt Produkte für die Eisenbahnindustrie, die Öl- und Gasindustrie, die Stahl- und Bauindustrie, die Maschinenbauindustrie und die Automobilindustrie her.
2017 wurde am Standort Donawitz von der voestalpine Wire Rod Austria GmbH die aus dem Jahr 1979 stammende Drahtwalzstraße mit einer Gesamtinvestition von mehr als 140 Mio. Euro durch ein modernes Drahtwalzwerk ersetzt. 550.000 t Walzdraht wird dort jährlich erzeugt, der zu einem Großteil als hochwertiges Vormaterial an die Automobilindustrie geliefert wird.

### Metal Forming Division
Am 1. April 2012 wurden die Division Profilform und die Division Automotive zur Metal Forming Division zusammengeführt. Die Kompetenzen des Konzerns wurden damit in vier annähernd gleich großen Divisionen gebündelt. Durch die Zusammenlegung der beiden Divisionen ergibt sich eine Reihe von Vorteilen: So gab es schon bisher eine enge Zusammenarbeit im Bereich Forschung und Entwicklung. Auf der Kundenseite – insbesondere in der Automobilindustrie und am Energiesektor – gab es in den letzten Jahren immer stärkere Überschneidungen und damit sich ergänzende Kompetenzen.
Die Metal Forming Division ist das Kompetenzzentrum der voestalpine für hochentwickelte Profil-, Rohr- und Präzisionsbandstahlprodukte sowie für einbaufertige Systemkomponenten aus Press-, Stanz- und rollprofilierten Teilen, die in einer Vielzahl von Branchen – insbesondere im Premium Automotive-Bereich – Einsatz finden.

## Innovationen

### LD-Verfahren

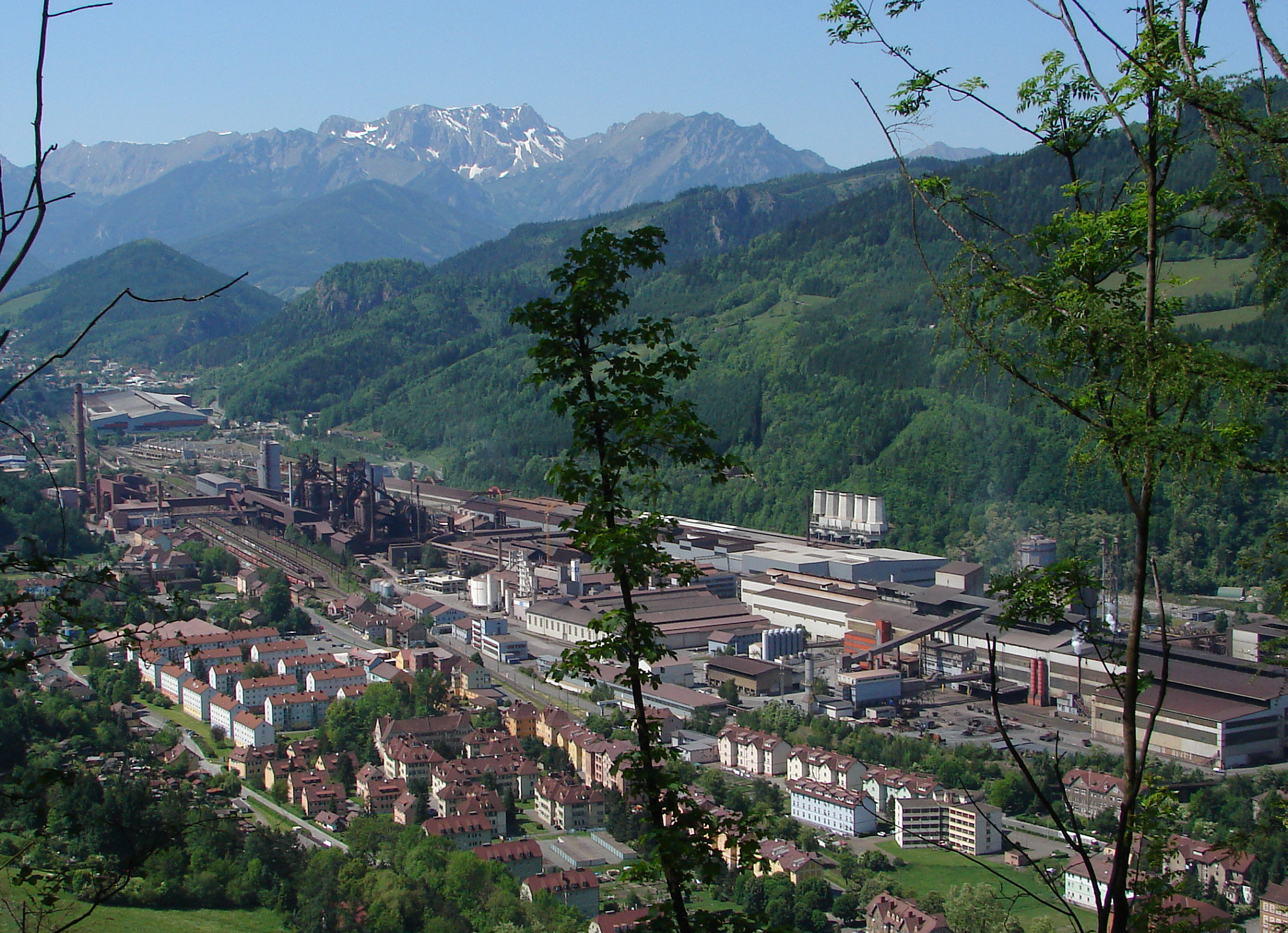
Hüttenwerk Donawitz

Das von der damaligen VÖEST entwickelte Linz-Donawitz-Verfahren (LD-Verfahren) ist eine bedeutende Erfindung in der Stahlerzeugung, bei dem auf Roheisen technisch reiner Sauerstoff aufgeblasen wird. 1952 ging das weltweit erste LD-Stahlwerk am Standort Linz in Betrieb. Das heutige Stahlwerk LD-3, das 1973 eröffnet wurde, gilt bis heute als eines der modernsten der Welt.
Das Know-how der Ingenieure der damaligen Neubauabteilung zur Errichtung von (LD-)Stahlwerken floss später in den neugegründeten VOEST-Alpine Industrieanlagenbau (VAI) ein. Dieser ging nach der Teilung der VÖEST 1993 in der VA Tech AG auf und gehörte damit zum Siemens-Konzern; ab 2015 zu Primetals Technologies – einem Zusammenschluss von Siemens VAI und Mitsubishi-Hitachi Metals Machinery (heute Mitsubishi Heavy Industries).

### HSH-Schienen
Die voestalpine Rail Technology GmbH Donawitz produziert seit 1990 ultralange bzw. spezialkopfgehärtete Schienen in einer Länge von bis zu 120 Metern. Das Verfahren zur Kopfhärtung ist eine Eigenentwicklung der voestalpine Rail Technology GmbH in Donawitz.
Die ersten Versuche zu HSH-Schienen (Head Special Hardened) fanden bereits Anfang der 1980er Jahre statt, aber erst 1990 begann die industrielle Fertigung auf einer auf einem eigenen Patent basierenden Betriebsanlage zur Herstellung von kopfgehärteten Schienen. Als einziges Unternehmen liefert die voestalpine wärmebehandelte und schweißstoßfreie Schienen in einer Länge von 120 Metern aus.

### phs-ultraform
2002 begann die Entwicklung der PHS-Technologie (Presshärtender Stahl). Durch Zusammenführung von Produkt- und Prozess-Know-how wurden von voestalpine Stahl, voestalpine Polynorm, voestalpine Europlatinen, voestalpine Krems und SADEF sowohl ein Verfahren zur Herstellung von Bauteilen aus härtbarem Stahl als auch eine Beschichtung auf Zinkbasis entwickelt und patentiert – die phs-ultraform. Dieser Presshärtende Stahl und die daraus gefertigten Produkte – crashrelevante Bauteile für die Automobilindustrie – haben eine hohe Festigkeit, Passgenauigkeit und Korrosionsbeständigkeit.

### vatron/ACCM/LCM
Die vatron gmbh war ein Tochterunternehmen von voestalpine Stahl und Siemens VAI. Sie wurde am 1. Oktober 1998 aus den Forschungs- und Entwicklungsbereichen der voestalpine Stahl und der Siemens VAI herausgelöst, um Messsystementwicklungen für den Qualitätsproduzenten voestalpine auch am externen Markt zu verkaufen.
Vatron beschäftigte sich mit der Optimierung von Produktionsanlagen speziell im Bereich der Stahlindustrie, sowie der Entwicklung, Fertigung und Betrieb von physikalischen Simulationseinrichtungen. Die Produktpalette reicht hier von der Schlackenfrüherkennung im Stahlwerk, über Zustandsüberwachungen und Messgeräten an Stranggießanlagen bis zu optischen Qualitätsmessungen in Walzwerken.
Aufgrund geänderterer Geschäftsinteressen wurde das Joint Venture vatron gmbh mit 1. August 2011 aufgespalten. Die jeweiligen Bereiche in die voestalpine und Siemens VAI reintegriert. voestalpine Stahl führt keine gesonderten Produktaktivitäten weiter, die Forschung wird im COMET K1-Kompetenzzentrum Austrian bzw. Linz Center of Mechatronics GmbH (ACCM/LCM) weitergeführt, an dem die voestalpine mit der Uni Linz (JKU) und der Upper Austrian Research zusammenarbeitet. Siemens VAI gründete auf Basis dieses Bereiches und sämtlicher enthaltener Produkte der ehemaligen vatron gmbh ein eigenes Kompetenzzentrum für Mechatronik.

### Direktreduktion mit Wasserstoff
Am Standort Donawitz werden mit Stand 2023 zwei Versuchsanlagen zur Erforschung wasserstoffbasierter Direktreduktionsverfahren betrieben:
HYFOR (Hydrogen-Based Fine-Ore Reduction, wasserstoffbasierte Feinerzreduktion) stellt ein Verfahren zur Direktreduktion von Feinerzen dar, das ohne Agglomeration (beispielsweise Sintern oder Pelletieren) auskommen soll. Das Feinerzkonzentrat wird im vorgewärmten Zustand ausschließlich mit Wasserstoff zu HDRI (Hot Direct Reduced Iron, heißer Eisenschwamm) reduziert. Das Projekt ist eine Zusammenarbeit zwischen voestalpine Stahl Donawitz GmbH, Primetals Technologies, der Montanuniversität Leoben und K1-MET.
HPSR (Hydrogen Plasma Smelting Reduction, Wasserstoffplasma-Schmelzreduktion) ist ein Gleichstrom-Elektrolichtbogenofen zur Schmelzreduktion von Feinerzkonzentraten mithilfe eines Wasserstoffplasmas. Projektpartner der voestalpine Stahl GmbH und der voestalpine Stahl Donawitz GmbH sind die Montanuniversität Leoben und K1-MET.

## Stahlwelt
2009 wurde die Ausstellung voestalpine Stahlwelt eröffnet. Sie vermittelt Wissen entlang der Bereiche Stahlerzeugung, Stahlverarbeitung, Stahlprodukte und Unternehmenserfolge.

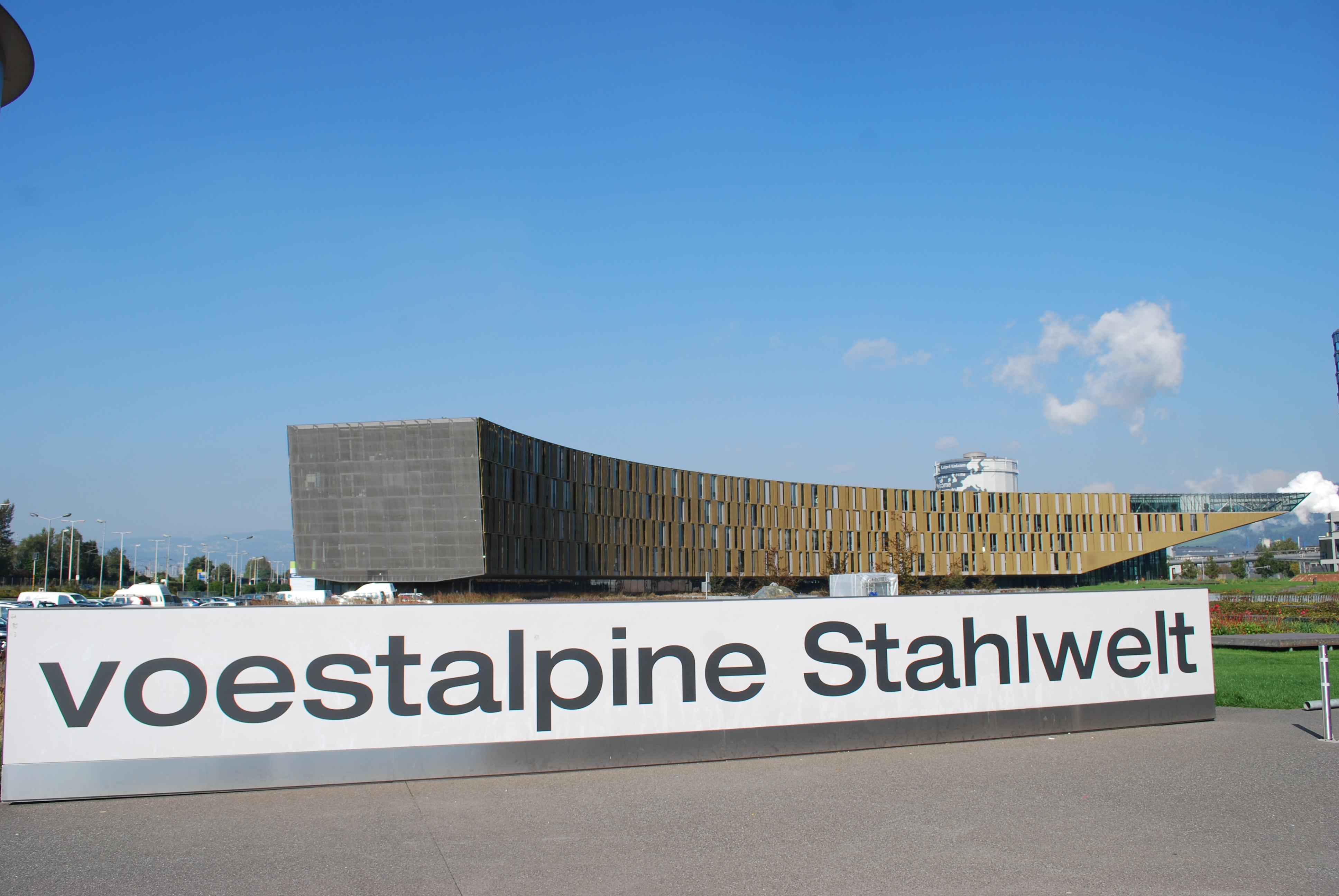
Voestalpine Stahlwelt, Schriftzug beim Eingangsbereich

Die zentrale Erlebniswelt ist eine riesige Stahlrotunde, die einem Stahlwerk-Tiegel nachempfunden ist. 80 verchromte Kugeln mit einem Durchmesser von bis zu 2,5 Metern sind Teil der Stahlwelt. Weiters besteht auch die Möglichkeit einer Führung durch weite Teile des Betriebsgeländes.

## Schichtbetrieb
In Linz und Donawitz wird rund um die Uhr in achtstündigen Schichten gearbeitet. Zu den Zeiten des Schichtwechsels – um 5:15, 13:15 und 21:15 Uhr – fahren zahlreiche so genannte „Schichtbusse“ aus den Linzer Umlandgemeinden bis ins voestalpine-Gelände und zurück. Mehrere Haltestellen befinden sich direkt in Linz. Auch Nicht-Mitarbeiter können zu gewöhnlichen Verkehrsverbund-Fahrpreisen die meisten dieser – zumeist von Postbus betriebenen – Buslinien benutzen.
Die Linie 18 der Linz AG Linien durchfährt werktags mit wenigen Kursen morgens und abends das Werksgelände Linz und schließt es im Norden und Süden an die Straßenbahn an.